# روبرت موركه
روبرت موركيه (4 أغسطس\آب 1921 - سينسيناتي (أوهايو) - 2003)، طبيب أمريكي، اشتهر لوصفه العلامة السريرية التي سميت على اسمه خطوط موركه.
عندما دخلت الولايات المتحدة الأمريكية الحرب العالمية الثانية، التحق بفوج المشاة 132 وخدم مع الفوج في غوادالكانال. عام 1945، كان في أوكيناوا مع فرقة المشاة 96. نشر عام 1982 كتاباً بعنوان "بساتين في الوحل"، من مشاهدات شخصية تتعلق بحملات تلك الحرب). تخرج من كلية الطب في جامعة إلينوي عام 1952. في شيكاغو، كان طبيباً مشاركاً في مستشفى الأبحاث والتعليم ومستشفى مقاطعة كوك؛ كما كان مدرساً في الطب في كلية الطب في جامعة إلينويز. في السنوات الأخيرة من حياته المهنية، خدم في مستشفى سابربان، أوك بارك. وتقاعد عام 1992..
تزوج عام 1972. توفي عام 2003 تاركاً زوجة و7 أبناء و9 أحفاد.